# Nikola David
Nikola David (serbisch-kyrillisch Никола Давид; geboren am 15. April 1969 in Bela Crkva, Jugoslawien; gestorben am 2. August 2024 in Augsburg) war ein jüdischer Kantor, der liberale jüdische Gottesdienste in der Zweigstelle Heilbronn hielt und im Sommer 2014 als Kantor der liberalen Gemeinde Beth Shalom in München eingeführt wurde. Im August 2024 wurde er Opfer eines Gewaltverbrechens.

## Leben
Nikola David studierte Gesang und Musikpädagogik an der Musikakademie Novi Sad. 1998 kam er mit einem Stipendium der Anni-Eisler-Lehmann-Stiftung nach Deutschland und absolvierte dann am Peter-Cornelius-Konservatorium der Stadt Mainz sein künstlerisches Aufbaustudium. Es folgten Auftritte bei bedeutenden internationalen Festivals, wie den antiken Festspielen in Trier oder an der Kammeroper Schloss Rheinsberg, sowie Gastspiele in Bulgarien, Israel, Norwegen, Schweiz, Griechenland, Mazedonien und Montenegro. 
Seine Bühnenengagements führten ihn an die Eisenacher Oper, an das Anhaltische Theater Dessau, sowie an das Stadttheater Augsburg, als Tenor-Solist interpretierte er zahlreiche bedeutende Rollen des klassischen Repertoires. Als Oratoriensänger konzertierte er im In- und Ausland mit Werken von Bach (Magnificat und Kantaten), Mozart (Requiem), Haydn (Die Schöpfung), Schubert (Messe G-Dur), Mendelsohn (Elias), Honegger (König David) u. a. 
Nikola David wandte sich später verstärkt seiner jüdischen Religion zu und war von 2008 bis 2013 Kantorenstudent am Abraham Geiger Kolleg (Leitung der Kantorenausbildung: Eliyahu Schleifer). Seine Bachelorarbeit schrieb er zum Thema Die Hymne Adon Olam. Die Ordination zum Kantor erfolgte im April 2013. Nikola David sprach Serbisch, Deutsch, Hebräisch und Russisch.
Am 2. August 2024 starb Nikola David mit 55 Jahren. Laut Polizei soll sein Sohn ihn bei einem Streit mit einem Messer angegriffen und tödlich verletzt haben. Der 28-Jährige kam in Untersuchungshaft.
Die Bestattung Nikola Davids fand im Beisein von Rabbiner Tom Kučera am 7. August 2024 statt.